# Kuragino
Kuragino (in russo Курагино?) è un insediamento di tipo urbano della Russia asiatica, situato nel Territorio di Krasnojarsk. È il centro amministrativo del distretto Kuraginskij.
Si trova sulle rive del fiume Tuba, circa 250 km a sud di Krasnojarsk e 80 km a est della capitale della vicina Chakassia, Abakan.